# Metasada polycesta
Metasada polycesta là một loài bướm đêm trong họ Noctuidae.